# 万全右卫之战
万全右卫之战，明世宗嘉靖四十五年（1566年）七月，鞑靼蒙古右翼土默特部首领俺答汗之子辛爱率军攻打明朝万全右卫（今河北省张家口市万全区）的作战。
1566年七月，辛爱率重兵攻打万全右卫，明朝廷命宣大、辽东各镇调兵援救，并令大同镇的明军在天成（今山西省天镇县）、阳和（今阳高县）之间设埋伏，乘机击敌。辛爱亲自率骑兵十万攻打西路。明朝总兵马芳率军赴援，与蒙古侦骑在马莲堡相遇。马莲堡城垣多坍塌，马芳见到敌众我寡，拒绝部将修补城垣、据城防守的计策，运用空城计，大开四门，偃旗息鼓。蒙古兵在城外呼啸。马芳不为所动，蒙古兵不断来侦察，不明情况，于是未敢攻城。第二天，马芳发现蒙古军开始撤走，率军出击，大败辛爱军。不久，辛爱率军再从延绥平山墩（今陕西靖边县东南）入塞，接近延安，明朝固原总兵郭江率兵守御，坚壁不战。陕西巡抚陈其学，得知辛爱深入境内，营垒空虚，派遣都司冯时泰领兵出边攻打他的大本营。辛爱于是率军北回。